# 악마는 프라다를 입는다 (영화)
《악마는 프라다를 입는다》(영어: The Devil Wears Prada)는 2003년에 출판된 로런 와이스버거의 동명의 소설을 원작으로 2006년에 개봉한 미국의 드라메디 영화이다. 이 영화에서는 메릴 스트립이 연기한 뉴욕의 패션 잡지사 에디터 미란다 프리스틀리의 공동 비서로 일하게 된 앤드리아 삭스(앤 해서웨이)를 주인공으로 하고 있다. 에밀리 블런트와 스탠리 투치는 공동 조연으로서, 각각 공동 비서인 에밀리 찰턴과 아트 디렉터 나이절역으로 연기하였다.
에이드리언 그레니에이, 사이먼 베이커, 트레이시 톰스는 핵심적인 조연으로 출연하였다. 웬디 피너먼이 제작하고 데이비드 프랭클이 연출한 이 영화는 20세기 폭스가 배급하였다. 스트립의 연기는 비평가들의 극찬을 받았고 그녀의 스스로의 기록을 새운 14번째 아카데미상 지명과 골든 글로브상에서의 골든 글로브상 뮤지컬 코미디 여우주연상 등을 포함한 많은 시상식의 후보로 선정되었다. 블런트 역시도 작품 속의 연기로 호의적인 평가를 받았으며, 게다가 영화 제작에도 참여하였다.
영화는 비평가들과 대중들에게서 좋은 평가를 받았고 북미 지역에서 6월 30일에 개봉하자 바로 여름 시즌의 박스 오피스 대 히트를 쳤다. 상업적 성공과 스트립의 연기에 대한 비평가들의 칭찬은 외국 영화 시장에서도 10월 대부분을 돌풍으로 이끌게 하였다. 또한, 미국에서 발매된 DVD는 12월 기간에 대여 순위 1위를 기록하기도 하였다. 영화는 2006년에 개봉한 미국과 해외 영화들에서 톱 20위로 마감하였고 해외에서의 상영이 대부분에서 온 3억 달러가 넘는 수익을 기록하였다.
이 영화가 패션 세계를 무대로 한 영화임에도 불구하고, 대부분의 패션 디자이너들과 유명인들은 프리스틀리에 대한 영감을 끼친 것으로 대부분이 믿어지고 있는 미국 보그의 에디터인 애나 윈터의 심기를 불편하게 할 것을 우려하여 출연을 피하였다. 그럼에도 디자이너들의 의상들과 액세서리들이 영화에 쓰이는것은 허락되어, 영화 역사상 가장 비싼 의상비를 기록하고 있다. 윈터는 나중에 처음에서의 회의를 극복하고, 이 영화를 좋아하고 특히 스트립이 마음에 들었다고 말하였다.

## 줄거리
앤드리아 "앤디" 삭스는 노스웨스턴 대학교를 갓 졸업한 언론인 지망생이다. 패션 산업에 대한 지식이 부족함에도 불구하고, 그는 《런웨이》 잡지의 편집장 미란다 프리스틀리의 부속실 신입 비서로 채용된다. 앤디는 미란다의 과도한 요구와 모욕적인 대우를 1년간 견뎌내면서 《런웨이》에서 얻은 인맥을 활용해 저널리즘에 더 가까운 직업을 찾기를 희망한다.
앤디는 처음에는 업무를 제대로 수행하지 못하고 수다스럽고 패션에 민감한 동료들, 특히 미란다의 수석 비서인 에밀리 찰턴과 어울리지 못한다. 의상 시험 회의에서 미란다가 전 팀원 앞에서 그를 꾸짖은 후, 앤디는 《런웨이》의 아트 디렉터인 나이절에게 접근하여 패션 산업에 대해 가르쳐 달라고 한다. 나이절은 앤디가 직장에서 입을 세련된 옷을 고르는 데 도움을 준다.
앤디의 변화된 외모와 헌신을 알아챈 미란다는 그에게 더 많은 책임과 복잡한 업무를 맡기기 시작한다. 점차 앤디는 더욱 화려해지고 《런웨이》의 철학을 흡수한다. 그는 파리 패션 위크에 미란다의 비서로 참석하는 것에 집착하여 건강에 해로운 극단적인 다이어트를 시도하는 에밀리의 성과를 서서히 능가한다.
에밀리가 아픈 상태로 출근하여 자선 행사 참석자들에 대한 중요한 세부 사항을 잊어버렸을 때, 앤디가 나서서 미란다의 곤란한 상황을 구해낸다. 이에 미란다는 에밀리 대신 앤디를 파리 패션 위크의 비서로 선택한다. 앤디가 전화로 이 사실을 알렸을 때, 에밀리는 차에 치인다. 병원에 문병 갔을 때 앤디가 미란다의 변경된 계획을 알리자 에밀리는 격분한다. 앤디의 남자친구 네이트는 앤디가 한때 조롱했던 모습이 되어버린 것에 분노하고, 둘은 결별한다.
파리에서 미란다는 앤디에게 남편이 이혼 소송을 제기했다고 밝힌다. 그날 밤 나중에 나이절은 앤디에게 신예 디자이너 제임스 홀트의 크리에이티브 디렉터 자리를 받아들였다고 말한다. 앤디는 매력적인 작가 크리스천 톰슨과 하룻밤을 보내는데, 크리스천은 그에게 자클린 폴렛이 미란다를 대신해 《런웨이》의 편집장이 될 것이라고 말한다. 앤디는 미란다에게 경고하려 하지만, 놀랍게도 미란다는 그를 무시한다.
그날 오후 오찬에서 미란다는 자클린을 홀트의 새로운 크리에이티브 디렉터로 발표하여 앤디와 나이절을 충격에 빠뜨린다. 나중에 그는 앤디에게 이미 자신을 대체하려는 음모를 알고 있었으며 자신의 자리를 지키기 위해 나이절을 희생시켰다고 설명한다. 앤디는 혐오감을 느끼지만, 미란다는 앤디가 파리에 가기로 동의함으로써 이미 에밀리에게 같은 일을 했다고 주장한다. 미란다처럼 냉혹해지고 싶지 않은 앤디는 갑자기 자리를 떠나 사직한다. 미란다가 전화를 걸려고 할 때, 앤디는 자신의 전화기를 콩코르드 분수대에 던져 버린다.
얼마 후, 앤디는 네이트와 만나는데, 네이트는 보스턴에서 수셰프로 새 직장을 얻었다고 말하고 둘은 연락을 유지하기로 합의한다. 같은 날, 그는 뉴욕의 주요 신문사에서 면접을 본다. 편집장은 《런웨이》에 추천서를 요청했을 때 미란다가 앤디가 그가 고용했던 비서 중 가장 큰 실망이었지만, 그를 고용하지 않는다면 바보일 것이라고 말했다고 전한다.
취직한 후, 앤디는 에밀리에게 전화를 걸어 파리에서 얻은 옷들을 제공함으로써 화해한다. 《런웨이》 사무실 건물을 지나가던 중, 앤디는 미란다와 눈을 마주치고 손을 흔든다. 미란다는 앤디를 인정하지 않지만, 차에 탄 후 혼자 미소 짓는다.

## 출연
- 메릴 스트리프 - 미란다 프리스틀리
- 앤 해서웨이 - 앤드리아 삭스
- 스탠리 투치 - 나이절
- 에밀리 블런트 - 에밀리 찰턴
- 사이먼 베이커 - 크리스천 톰슨
- 에이드리언 그레니에이 - 네이트 쿠퍼
- 트레이시 톰스 - 릴리
- 리치 소머 - 독
- 대니얼 선자타 - 제임스 홀트
- 데이비드 마셜 그랜트 - 리처드 삭스
- 티버 펠드먼 - 얼브 라비츠
- 리베카 메이더 - 조슬린
- 지젤 번천 - 세레나
- 얼리사 서덜랜드 - 딱딱이(런웨이에서의 편집 스태프)
- 이녜스 리베로 - 딱딱이(엘리베이터)
- 스테퍼니 쇼스택 - 자클린 폴렛

### 카메오
- 발렌티노 가라바니
- 잔카를로 잠메티
- 카를루스 지소자(Carlos de Souza)
- 샤를레니 소르투
- 브리짓 홀
- 로런 와이스버거 - 쌍둥이 자매의 보모 (크레딧에 없음)
- 로버트 버디 - 미란다와 인터뷰를 하던 파리의 패션 기자
- 하이디 클룸
- 이방카 트럼프
- 나이절 베이커